# Baptisia lactea
Baptisia lactea är en ärtväxtart. Baptisia lactea ingår i släktet Baptisia och familjen ärtväxter. Utöver nominatformen finns också underarten B. l. obovata.